# 长信郡主
长信郡主（7世纪—？），唐高宗皇太子李贤唯一可考的女儿，母不详。
李贤被废黜后流放巴州，长信郡主被降封为县主并随行。后来她的祖母武太后掌权，杀李贤，将李贤家人召回长安。武太后称帝后，改国号为周，天授二年（691年）八月，将她和兄弟们义丰王李光顺、嗣雍王李守礼、永安王李守义及叔父唐睿宗诸子都赐武姓，幽禁在宫中，十余年不得出门。
史料没有记载长信县主在此后的遭遇及去世时间。